# Таварнела Вал ди Пеза
Таварнела Вал ди Пеза је насеље у Италији у округу Фиренца, региону Тоскана.
Према процени из 2011. у насељу је живело 7153 становника. Насеље се налази на надморској висини од 366 м.

## Становништво
Према резултатима пописа становништва 2011. у општини је живело 7.675 становника.
| 1951. | 1961. | 1971. | 1981. | 1991. | 2001. | 2011. |
| ----- | ----- | ----- | ----- | ----- | ----- | ----- |
| 5.933 | 5.459 | 5.385 | 6.336 | 6.911 | 7.153 | 7.675 |

## Партнерски градови
- Гањи, Хатван